# Salenocidaris miliaris
Salenocidaris miliaris is een zee-egel uit de familie Saleniidae.
De wetenschappelijke naam van de soort werd in 1898 gepubliceerd door Alexander Agassiz.